# Смок и Малыш (фильм)
«Смок и Малыш» (лит. Smokas ir Mažylis) — музыкальный приключенческий фильм (мини-сериал) по мотивам романа Джека Лондона «Смок Беллью». Фильм состоит из трёх серий: «Вкус мяса», «Сны», «Золото».

## Сюжет
Действие происходит в конце XIX века в США. Кит (Кристофер) Белью — писатель из Сан-Франциско. Газета, для которой он писал роман с продолжением, на грани банкротства, и Белью решил отправиться на заработки на Аляску — попытать счастья в поисках золота. По дороге Белью познакомился и подружился со старателем «Малышом», и сам получил прозвище «Смок».
После тяжёлого путешествия, рискуя жизнью, Смок добрался до Доусона. Ему придётся пережить взлёты и падения. Он успеет поработать мойщиком посуды и тапёром в ресторане, заработать целое состояние в игре на рулетке и затем спустить его, попытавшись заняться бизнесом.

## В ролях
- Вениамин Смехов — Смок Беллью (озвучил Владимир Ферапонтов)
- Гедиминас Гирдвайнис — Малыш
- Витаутас Томкус — Чарли Бешеный
- Эугения Байорите — Джой Гастелл
- Регина Арбачяускайте — Люсиль Эрол
- Балис Браткаускас — Билл Солтмен
- Юозас Ригертас — лейтенант Поллок
- Антанас Габренас
- Марионас Гедрис — редактор газеты О'Хара
- Антанас Шурна — миллионер Харвиш (1-я серия)
- Стяпас Юкна — Сендерсон
- Генрикас Кураускас — Славович
- Валдас Ятаутис — Джерри

## Съёмки и съёмочная группа
- Режиссёр: Раймондас Вабалас

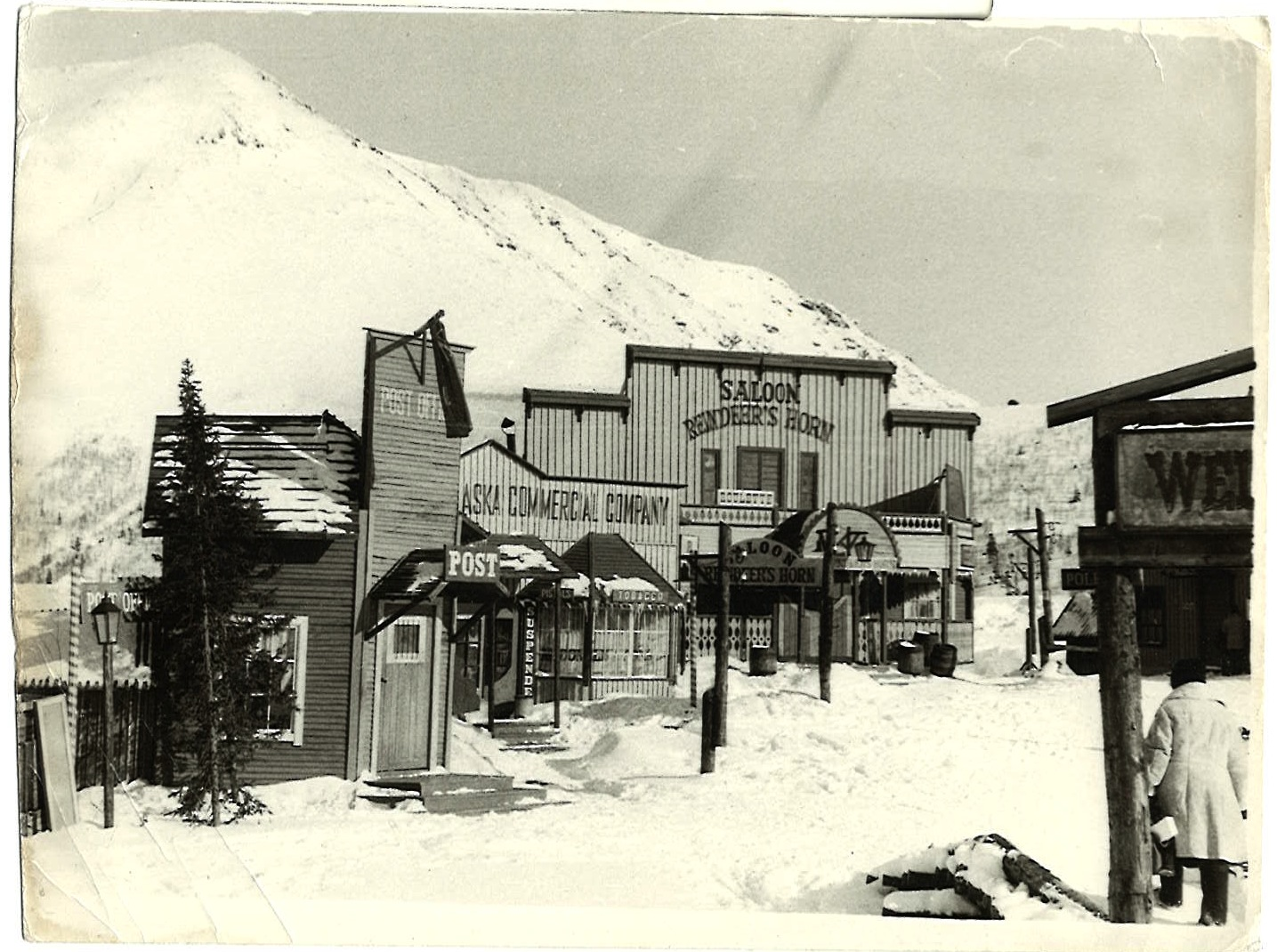
1971 год, место съёмки фильма «Смок и Малыш» в Кировске

- Авторы сценария: Раймондас Вабалас, Пранас Моркус
- Оператор: Йонас Томашявичюс
- Композитор: Вячеслав Ганелин
- Художник: Альгимантас Шважас, Ирена Норвайшене
- Автор стихов к песням: Владас Шимкус

Съёмки проходили на Кольском полуострове в окрестностях города Кировск.

## Видеоиздания
- Формат — DVD (PAL), дистрибьютор — ИДДК, звуковая дорожка — русский, Dolby Surround 5.1; русский, Dolby Digital 2.0, формат изображения — Standart 4:3 (1,33:1).